# George Weah
George Manneh Oppong Ousman Weah (sinh 1 tháng 10 năm 1966 tại Monrovia) là tổng thống thứ 25 của Liberia và cựu cầu thủ bóng đá người Liberia. Ông đã dành quãng thời gian 14 năm trong sự nghiệp chơi cho các câu lạc bộ tại Pháp, Italia và Anh và giành được các danh hiệu tại hai trong số ba quốc gia kể trên. Năm 1995 tại Milan, ông giành được danh hiệu cầu thủ xuất sắc nhất thế giới của FIFA, Quả Bóng Vàng và cầu thủ xuất sắc nhất châu Phi. Ông thường được ca ngợi là một trong những cầu thủ vĩ đại nhất mọi thời đại của bóng đá châu Phi.
George Weah được các nhà chuyên môn tại châu Phi đánh giá là top 3 "Cầu thủ châu Phi Vĩ đại nhất mọi Thời đại" khi vượt qua Abedi Pele, Jay-Jay Okocha, Nwankwo Kanu, Roger Milla. Didier Drogba xếp thứ ba, George Weah về thứ hai, Samuel Eto'o giành vị trí thứ nhất trong cuộc bầu chọn này.
Được đánh giá rộng rãi là một trong những cầu thủ châu Phi vĩ đại nhất mọi thời đại, vào năm 1995, anh được vinh danh là Cầu thủ xuất sắc nhất thế giới của FIFA và giành Quả bóng vàng, trở thành cầu thủ đầu tiên và duy nhất cho đến nay giành được những giải thưởng này khi đại diện cho một quốc gia đến từ châu Phi. Năm 1989, 1994 và 1995, anh cũng được vinh danh là Cầu thủ xuất sắc nhất châu Phi , và năm 1996, anh được vinh danh là Cầu thủ châu Phi của thế kỷ. Nổi tiếng với khả năng bứt tốc, tốc độ, rê bóng , bên cạnh khả năng săn bàn và dứt điểm, Weah được FIFA ví von là “tiền thân của những tiền đạo đa năng ngày nay”.  Năm 2004, anh được Pelé đặt tên trong FIFA 100 danh sách những cầu thủ còn sống vĩ đại nhất thế giới. 
Ảnh hưởng của Weah tới Liberia nói riêng và châu Phi nói chung là rất lớn. Weah đã tham gia vào chính trị ở Liberia sau khi nghỉ hưu từ bóng đá và hiện giờ là một nhà nhân quyền và chính trị gia tại Liberia, nhưng không thành công trong cuộc bầu cử tổng thống của Liberia năm 2005, thất bại trước Ellen Johnson-Sirleaf trong vòng hai của cuộc bầu cử. Trong cuộc bầu cử năm 2011, ông cũng không thành công với vai trò ứng cử viên Phó Tổng thống. Sau đó Weah đã được bầu vào Thượng viện Liberia, đại diện cho quận Montserrado trong cuộc bầu cử 2014.
Weah được bầu làm Tổng thống Liberia trong cuộc bầu cử năm 2017, đánh bại Phó Tổng thống đương nhiệm Joseph Boakai.

## Sự nghiệp bóng đá

### Sự nghiệp của câu lạc bộ

#### Đầu sự nghiệp ở Liberia, Cameroon, Monaco và Pháp
Sau khi chơi ở giải quốc nội Liberia khi bắt đầu sự nghiệp thành công và giành được một số danh hiệu quốc gia (bao gồm Giải Ngoại hạng Liberia và Cúp Liberia),  Khả năng của Weah đã được phát hiện bởi huấn luyện viên đội tuyển quốc gia Cameroon, Claude Le Roy , người đã chuyển tin tức cho Arsène Wenger . Weah chuyển đến châu Âu vào năm 1988, với giá chỉ 12.000 bảng từ câu lạc bộ Tonnerre Yaoundé của Cameroon ,  khi ông được Wenger  - huấn luyện viên trưởng của Monaco vào thời điểm đó - người đã tự mình bay đến châu Phi trước khi ký hợp đồng, và người mà Weah cho là người có ảnh hưởng quan trọng đến sự nghiệp của ông ấy.  Trong thời gian thi đấu cho Monaco, Weah đã giành danh hiệu Cầu thủ xuất sắc nhất châu Phi lần đầu tiên vào năm 1989; đây là giải thưởng lớn đầu tiên của ông ấy và ông ấy đã mang nó về nhà để cả nước cùng ăn mừng. Weah cũng giành được Coupe de France năm 1991 , và ông đã giúp Monaco lọt vào trận chung kết Cúp các nhà vô địch Cúp C1 châu Âu năm 1992, ghi 4 bàn sau 9 lần tham dự cúp quốc gia. 
Weah sau đó chơi cho Paris Saint-Germain (1992–95), cùng với đội bóng ông đã vô địch Coupe de France năm 1993 và 1995 , giải VĐQG Pháp năm 1994 , và Coupe de la Ligue năm 1995 trong một giai đoạn rất sung mãn và thành công; ông cũng trở thành cầu thủ ghi bàn hàng đầu của UEFA Champions League 1994–95 , với bảy bàn thắng, sau khi vào đến bán kết với câu lạc bộ, một trong số đó là "bàn thắng kỳ diệu" cá nhân khéo léo vào lưới Bayern Munich ở vòng bảng, trên 23 tháng 11 năm 1994.  Trong thời gian ở câu lạc bộ, ông cũng đã lọt vào bán kết của cúp UEFA 1992–93 , và bán kết Cúp các nhà vô địch Cúp C1 châu Âu 1993–94 ; Tổng cộng, anh đã ghi 16 bàn sau 25 trận đấu ở châu Âu.  Năm 1994, ông giành giải Cầu thủ xuất sắc nhất châu Phi lần thứ hai trong sự nghiệp. 

#### AC Milan và thành công của cá nhân
Weah gia nhập AC Milan vào năm 1995, cùng với đội bóng ông ấy ngay lập tức vô địch giải đấu Ý năm 1996 dưới thời Fabio Capello , chơi cùng với Roberto Baggio và Dejan Savićević trên hàng công của Milan, cũng như Marco Simone , và kết thúc mùa giải với tư cách là cây săn bàn hàng đầu của Milan; ông ấy đã giành chức vô địch Serie A một lần nữa vào năm 1999 . Trong thời gian thi đấu cho câu lạc bộ, ông cũng đã lọt vào trận chung kết Coppa Italia 1998 , và về nhì ở Supercoppa Italiana hai lần, vào các năm 1996 và 1999 . Mặc dù thống trị châu Âu vào đầu những năm 1990, tuy nhiên, Milan đã kém thành công hơn ở châu Âu trong thời gian này, với kết quả tốt nhất của họ là lọt vào tứ kết UEFA Cup 1995–96.
Thể hiện kỹ năng, thể thao và khả năng ghi bàn, Weah trở nên nổi tiếng ở Milan khi ghi một số bàn thắng đáng chú ý, đặc biệt là bàn thắng solo vào lưới Hellas Verona tại San Siro , trước đó chứng kiến ông kiểm soát bóng khéo léo từ quả đá phạt góc của Verona ngay bên ngoài vòng cấm của ông ấy. Ông ấy khởi hành  tất cả các đồng đội của ông ấy đã lùi về bảo vệ quả phạt góc, Weah đã thực hiện một đường thẳng cho khung thành, khiến đồng đội của ông ấy thức giấc.  Đồng đội của ông ấy, Zvonimir Boban nói, "Đó là một cuộc chạy đáng kinh ngạc. Chúng tôi đã nghĩ," Khi nào anh ấy sẽ dừng lại? Khi nào anh ấy sẽ dừng lại? Anh ấy sẽ không dừng lại! Anh ấy sẽ không bao giờ dừng lại! "". Weah dứt điểm bằng cách đưa bóng vào góc dưới bên trái trước khi ăn mừng bàn thắng . 
Do những màn trình diễn của ông ấy với cả Paris Saint-Germain và Milan, vào năm 1995, Weah đã nhận được một số giải thưởng cá nhân: anh ấy đã giành được Ballon d'Or , Onze d'Or , và được vinh danh là Cầu thủ xuất sắc nhất năm của FIFA , trở thành đầu tiên và hiện tại, duy nhất cầu thủ châu Phi (theo quốc tịch FIFA) giành được những giải thưởng này, và cầu thủ gốc Phi thứ hai làm được điều đó sau Eusébio . Weah dành tặng danh hiệu Cầu thủ xuất sắc nhất năm của FIFA cho huấn luyện viên cũ của ông ấy, Arsène Wenger, nói rằng nhờ ông ấy mà ông có thể phát triển thành một cầu thủ đẳng cấp thế giới.  Năm đó, Weah cũng giành được giải thưởng Cầu thủ xuất sắc nhất châu Phi lần thứ ba trong sự nghiệp của mình, và được đặt tên cho Onze de Onzecủa tạp chí bóng đá Pháp Onze Mondial .  Năm 1996, Weah đứng thứ hai trong bảng xếp hạng Cầu thủ xuất sắc nhất thế giới của FIFA ; ông cũng là người nhận được Giải thưởng Công bằng của FIFA và được các nhà báo thể thao trên khắp thế giới bầu chọn là Cầu thủ châu Phi của thế kỷ. 
Weah đã bị cấm thi đấu 6 trận ở châu Âu vì làm gãy mũi hậu vệ người Bồ Đào Nha Jorge Costa vào ngày 20 tháng 11 năm 1996 trong đường hầm dành cho các cầu thủ sau trận hòa của Milan trước Porto ở Champions League. Weah nói rằng ông ấy đã bùng nổ trong sự thất vọng sau khi chịu đựng những lời chế nhạo phân biệt chủng tộc từ Costa trong trận đấu của cả hai đội tại Champions League vào mùa thu năm đó. Costa kiên quyết phủ nhận cáo buộc phân biệt chủng tộc và không bị UEFA buộc tội vì không có nhân chứng nào có thể xác minh cáo buộc của Weah, thậm chí không phải các đồng đội ở Milan. Weah sau đó đã cố gắng xin lỗi Costa nhưng điều này đã bị người Bồ Đào Nha bác bỏ, người cho rằng cáo buộc xúc phạm phân biệt chủng tộc đối với ông là phỉ báng và đã đưa Weah ra tòa. Vụ việc khiến Costa phải phẫu thuật khuôn mặt và sau đó ông phải ngồi ngoài trong ba tuần. Bất chấp sự cố, Weah vẫn nhận được Giải thưởng Fair Play của FIFA vào năm 1996. 

###### Thời gian ở Anh
Weah ký hợp đồng với câu lạc bộ Premier League Chelsea dưới dạng cho mượn từ Milan vào ngày 11 tháng 1 năm 2000, trong một hợp đồng sẽ giữ ông ở lại câu lạc bộ Tây London cho đến cuối mùa giải 1999– 2000 tại Anh. Mặc dù đã qua thời kỳ đỉnh cao của mình, thời gian của Weah ở Anh được coi là thành công, đặc biệt là ở Chelsea, nơi ông ấy ngay lập tức được người hâm mộ của họ yêu mến bằng cách ghi bàn thắng vào lưới đối thủ Tottenham Hotspur trong trận ra mắt, và ghi thêm bàn thắng trong trận đấu với Wimbledon  và Liverpool. Ông cũng ghi hai bàn trong chiến thắng FA Cup 1999– 2000 của Chelsea ghi những bàn thắng quan trọng vào lưới Leicester City và Gillingham. Điều này dẫn đến việc ông ấy xuất phát trong trận chung kết, mà Chelsea thắng 1–0. 
Huấn luyện viên Chelsea Gianluca Vialli đã không thực hiện động thái của Weah vĩnh viễn, và vào ngày 1 tháng 8 năm 2000, ông chính thức rời Milan và ký hợp đồng với đội bóng mới thăng hạng Premier League là Manchester City theo dạng chuyển nhượng tự do với hợp đồng hai năm trị giá 30.000 bảng một tuần,  từ chối đề nghị trả 1 triệu bảng từ chủ sở hữu Milan, Silvio Berlusconi. Ông chơi 11 trận trên mọi đấu trường cho Man City, ghi 4 bàn, trước khi rời đi vào ngày 16 tháng 10 năm 2000 sau khi không hài lòng với huấn luyện viên Joe Royle vì đã chọn ông làm người thay thế quá thường xuyên; ông ấy chỉ chơi đủ 90 phút trong ba trong số 11 trận đấu của ông ấy cho câu lạc bộ Maine Road. Tại Man City, ông ấy ghi bàn một lần trong trận đấu với Liverpool (như ông ấy đã làm ở Chelsea), và ba lần vào lưới Gillingham (một lần nữa như ông ấy đã ghi ở Chelsea), lần này là ở League Cup ; một lần trong trận lượt đi  và hai lần trong trận thứ hai. 

## Thống kê sự nghiệp cầu thủ

### Ở châu Âu[4][5]
| Câu lạc bộ      | Mùa giải | Giải đấu | Giải đấu | Cúp  | Cúp | Cúp liên đoàn | Cúp liên đoàn | Siêu cúp | Siêu cúp | Châu Âu | Châu Âu | Tổng | Tổng |
| Câu lạc bộ      | Mùa giải | Trận     | Bàn      | Trận | Bàn | Trận          | Bàn           | Trận     | Bàn      | Trận    | Bàn     | Trận | Bàn  |
| --------------- | -------- | -------- | -------- | ---- | --- | ------------- | ------------- | -------- | -------- | ------- | ------- | ---- | ---- |
| Monaco          | 1988–89  | 23       | 14       | 10   | 1   | -             | -             | -        | -        | 5       | 2       | 38   | 17   |
| Monaco          | 1989–90  | 17       | 5        | -    | -   | -             | -             | -        | -        | 7       | 3       | 24   | 8    |
| Monaco          | 1990–91  | 29       | 10       | 6    | 5   | -             | -             | -        | -        | 5       | 3       | 40   | 18   |
| Monaco          | 1991–92  | 34       | 18       | 4    | 1   | -             | -             | -        | -        | 9       | 4       | 47   | 23   |
| PSG             | 1992–93  | 30       | 14       | 6    | 2   | -             | -             | -        | -        | 9       | 7       | 45   | 23   |
| PSG             | 1993–94  | 32       | 11       | 3    | 2   | -             | -             | -        | -        | 5       | 1       | 40   | 14   |
| PSG             | 1994–95  | 34       | 7        | 5    | 2   | 3             | 1             | -        | -        | 11      | 8       | 53   | 18   |
| Milan           | 1995–96  | 26       | 11       | 3    | 1   | -             | -             | 1        | 0        | 6       | 3       | 36   | 15   |
| Milan           | 1996–97  | 28       | 13       | 2    | 0   | -             | -             | -        | -        | 5       | 3       | 35   | 16   |
| Milan           | 1997–98  | 24       | 10       | 8    | 3   | -             | -             | -        | -        | -       | -       | 32   | 13   |
| Milan           | 1998–99  | 26       | 8        | 4    | 1   | -             | -             | -        | -        | -       | -       | 30   | 9    |
| Milan           | 1999–00  | 10       | 4        | 2    | 0   | -             | -             | 1        | 0        | 1       | 1       | 14   | 5    |
| Chelsea         | 1999–00  | 11       | 3        | 4    | 2   | -             | -             | -        | -        | -       | -       | 15   | 5    |
| Manchester City | 2000–01  | 7        | 1        | -    | -   | 2             | 3             | -        | -        | -       | -       | 9    | 4    |
| Marseille       | 2000–01  | 19       | 5        | 1    | 0   | -             | -             | -        | -        | -       | -       | 20   | 5    |
| Tổng            | Tổng     | 350      | 134      | 58   | 20  | 5             | 4             | 2        | 0        | 63      | 35      | 478  | 193  |

## Danh hiệu

### Câu lạc bộ
Mighty Barrolle
- Liberian Premier League: 1985–86
- Liberian Cup: 1985–86

Invincible Eleven
- Liberian Premier League: 1986–87

Monaco
- Coupe de France: 1991

Paris Saint-Germain
- Ligue 1: 1993–94
- Coupe de France: 1992–93, 1994–95
- Coupe de la Ligue: 1995

A.C. Milan
- Serie A: 1995–96, 1998–99[6]

Chelsea
- FA Cup: 1999–2000

### Quốc tế
- CSSA Nations Cup á quân: 1987[7]

### Cá nhân
- Ballon d'Or: 1995

## Cuộc sống cá nhân
Weah có ba người con: George Weah Jr., Tita và Timothy. Sau một thời gian thử thách với Chelsea vào năm 2013, Timothy đã ký hợp đồng với Paris Saint-Germain vào năm 2015.
Weah chuyển từ đạo Tin Lành sang đạo Hồi, trước khi chuyển đổi trở lại. Ông hy vọng hòa bình giữa người Hồi giáo và Kitô hữu, và nói họ là "cùng một người".  Hiện tại, Weah đang theo đạo Tin Lành.  Tháng 10 năm 2017, ông được nhìn thấy trong nhà thờ nổi tiếng Nigeria của Mục sư lao Joshua cùng với Thượng nghị sĩ Liberia Prince Johnson. Joshua được cho là có ảnh hưởng quan trọng trong quyết định của Johnson để xác nhận ứng cử của Weah trong cuộc bầu cử năm 2017 tại Liberia.
Weah có quốc tịch Pháp và nói được tiếng Pháp lưu loát.